# 12301 Етвеш
12301 Е́твеш (12301 Eötvös) — астероїд головного поясу, відкритий 4 вересня 1991 року.
Тіссеранів параметр щодо Юпітера — 3,505.